# Johann Samuel Schroeter
Pour les articles homonymes, voir Schröter.
Johann Samuel Schroeter (ou Schröter) (né le 2 mars 1753 à Guben; † 2 novembre 1788 à Pimlico près de Londres) est un pianiste et compositeur saxon.

## Biographie
Johann Samuel Schroeter était le fils de Johann Friedrich Schröter, un hautboïste jouant dans le régiment du comte de Brühl, et de son épouse Marie. Selon différentes sources, son année de naissance serait 1750, 1752 ou 1753. Les registres paroissiaux de Guben ne mentionnent pas son baptême. Les Schröter étaient une famille de musiciens. Johann Samuel et ses frères et sœurs Corona (1751-1802), Heinrich (1760-après 1782) et Marie Henriette (1766-après 1804) ont reçu des leçons de musique de leur père et plus tard ont également entrepris une carrière dans le domaine de la musique.
Schroeter est allé à Leipzig avec sa famille et a étudié la musique auprès de Johann Adam Hiller. En 1765, il s'est produit comme soprano soliste. La mue de sa voix a mis fin à sa carrière de chanteur, et il s'est consacré au piano et à la composition. En 1767, Schroeter a participé en tant que pianiste aux « Grosse Konzerte » donnés à Leipzig par Hiller. Il a entrepris des tournées de concerts à travers les Pays-Bas et l'Angleterre. Le 2 mai 1772, il fait ses débuts à Londres avec un concerto pour piano qu'il avait composé lors d'un concert organisé par Johann Christian Bach et Karl Friedrich Abel. Alors que sa famille retournait en Allemagne, Schroeter s'est installé à Londres, où il a été aidé au début par Johann Christian Bach. Schroeter est devenu organiste et a également donné des cours de piano pour pouvoir vivre. Il a fait publier à Amsterdam par Napier des sonates en trio op 2. En 1774, il publie chez Napier ses concertos pour piano op. III, qui sont devenus très populaires grâce à de nombreuses réimpressions en Europe qui l'ont fait largement connaître. Mozart a salué dans une lettre à son père Leopold ces concertos qu'il qualifie de « très bien » (lettre c 07/03/1778) et a écrit des cadences pour quatre d'entre eux. Johann Samuel est rapidement devenu l'un des professeurs de piano et l'un des pianistes les plus populaires à Londres. Après la mort de Bach en 1782, il est devenu maître de musique de la reine Charlotte. Ses apparitions en tant que pianiste ont contribué à créer un enthousiasme précoce pour le piano dans les Îles britanniques.
Après 1782, il a épousé secrètement une de ses élèves de piano âgée de 20 ans, dont seul le prénom Rebecca nous est connu. Ses parents, apparemment appartenant à la classe supérieure, s'étaient engagés à payer à Schroeter la somme alors considérable de 500 £ par an, à condition qu'il abandonne son travail de professeur de piano. Quoi qu'il en soit Schroeter n'a joué après son mariage que pour des clients des cercles nobles et aristocratiques ou qui appartenaient à la famille royale, comme le Prince George, alors prince de Galles.
Le couple Schroeter a vécu à Pimlico, à Londres, où Johann Samuel est mort en 1788, âgé à peine d'une quarantaine d'années.
Sa veuve a connu Joseph Haydn durant son séjour à Londres (1790-1791) et lui a écrit de nombreuses lettres passionnées, dont il reste des copies de la main de Haydn.

## Œuvres
- Sonates pour clavecin op. I
- Sonates en trio op II
- Concerto op. III nº 1 en fa majeur pour piano, 2 violons et basse (1774)
- Concerto op. III nº 2
- Concerto op. III nº 3 en ut majeur pour piano, 2 violons et basse
- Concerto op. III nº 4 en ré majeur pour piano, 2 violons et basse
- Concerto op. III nº 5
- Concerto op. III nº 6 en mi bémol majeur pour piano, 2 violons et basse
- Concerto pour piano op. IV
- 6 Concertos pour piano (ou clavecin) op. V (vers 1780)
- Sonates pour piano avec accompagnement de violon et de violoncelle op. VI (1786)
- Quintette pour piano ou clavecin, flûte, violon, alto, et violoncelle
- Gesänge, avec violon ou flûte

## Enregistrements
- Fortepiano Concertos de Johann Schobert, Johann Samuel Schroeter et Jan Ladislav Dussek, par l'ensemble Musica ad Rhenum avec Fania Chapiro au piano-forte